# Kutschkelied
Das Kutschkelied ist ein Soldatenlied aus dem Deutsch-Französischen Krieg von 1870/71. Es beginnt mit dem Reim eines Jenaer Studentenliedes von 1814: „Was kraucht dort in dem Busch herum? Ich glaub’, es ist Napolium!“, der dann auf den französischen Kaiser Napoleon III. bezogen wurde. Verfasser des Liedes war angeblich ein „Füsilier Kutschke“, sodass das Lied als Kutschkelied populär wurde.

## Geschichte

Vorgebliche Keilschrift-Fassung des Kutschkelieds

Hieroglyphenversion

Das Lied erschien zuerst in den Mecklenburgischen Nachrichten vom 22. August 1870, und zwar in vier Strophen. Die Kölnische Zeitung veröffentlichte den Text am 6. September 1870.
Welche Melodie der Verfasser für das Kutschke-Lied zugrunde legte, ist unbekannt. Gesungen wurde es wohl meist auf die Melodie von Ich bin der Doktor Eisenbart; später wurden neue Kompositionen geschaffen, die sich aber nicht durchsetzten.
Das Lied verbreitete sich schnell und es wurden weitere Strophen hinzugefügt. Nach dem Tod des angeblichen Kutschke – es hieß, er sei an einer Verwundung gestorben – wurde weiter öffentlich über den Ursprung des Liedes gerätselt. In der 1871 erschienenen Schrift Das Kutschkelied auf der Seelenwanderung. Forschungen über die Quellen des Kutschkeliedes im grauen Alterthume nebst alten Texten und Uebersetzungen in neuere Sprachen hat Wilhelm Ehrenthal in humoristischer Absicht angebliche Belege für die Verbreitung des Liedes seit der Antike zusammengestellt (lateinische Codices, Keilschrifttafeln, Quellen auf Arabisch und Sanskrit u. a.).
Der Schöpfer blieb lange unbekannt. Da es aber viele neue „Kutschkelieder“ gab, beanspruchten verschiedene Personen die Urheberrechte für sich; ein August Gotthelf Hoffmann (* 11. November 1844, † 1924) vertrat seine Ansprüche sogar so vehement, dass er sich ab 1899 gar Hoffmann-Kutschke nannte.
Ein Redakteur der Kölnischen Zeitung stellte aber endgültig fest, dass der tatsächliche Urheber der Erstfassung Hermann Alexander Pistorius (1811–1877), Feldprediger im Deutsch-Französischen Krieg und Pfarrer in Basedow (Mecklenburg), war.

## Spätere Rezeption
Der niederländische Humorist Toon Hermans machte sein Publikum bekannt mit einer niederländischen Übersetzung des Liedes, «Wat ruist er door het struikgewas?» In einer Skizze tritt er auf als Sänger, der dieses Lied singen will, aber nicht weiter kommt als zur ersten Zeile, weil er sich nicht daran erinnern kann, was im Busch herumgeht.